# Michail Kantakouzenos
Michail Kantakouzenos (in greco Μιχαήλ Καντακουζηνός?; in italiano: Michele Cantacuzino; 1510 – 3 marzo 1578) è stato un mercante e politico ottomano di etnia greca del XVI secolo, Arconte di Costantinopoli durante i regni di Solimano il Magnifico e Selim II. Magnate fanariota detentore di enorme ricchezza e potere egli dominò gli affari della comunità (millet) greco-ortodossa all'interno dell'impero ottomano.

## Biografia
Sono pressoché inesistenti le informazioni relative alle origini del Cantacuzino. Nonostante egli portasse il cognome di una delle più importanti famiglie del tardo impero bizantino, è dubbia la sua appartenenza a tale dinastia, dal momento che era pratica comune presso i mercanti greci fanarioti assumere cognomi bizantini e rivendicare origini aristocratiche. Il Cantacuzino accumulò un ingente patrimonio mediante il commercio, che gli consentì di acquistare gli appalti delle imposte in diverse provincie dell'impero ottomano. Per la sua inflessibilità e rapacità nei confronti dei suoi correligionari venne soprannominato Şeytanoğlu (figlio di Satana). Il Cantacuzino si assicurò inoltre il monopolio delle saline di Anchialos (l'odierna Pomorie) e delle dogane di Costantinopoli, così come il monopolio del commercio di pellicce con la Moscovia. In seguito alla distruzione della flotta ottomana a Lepanto ne 1571 la sua enorme ricchezza gli consentì di allestire sessanta galee per conto dell'impero. Presso la corte ottomana egli poteva contare di appoggi influenti, in particolare nella figura del Gran Visir Sokollu Mehmed Pascià.
Michele divenne uno dei più influenti magnati greci nelle capitale ottomana, al punto che i suoi contemporanei lo definirono "pilastro" della nazione greca, mentre l'umanista tedesco Martin Crusius lo chiama "Dio dei Greci". Come simbolo del suo potere Michele utilizzava un sigillo che recava l'aquila bicipite associata agli imperatori bizantini. Michele aveva un ruolo di primo piano nella vendita di cariche all'interno del millet greco ortodosso. Nel 1565 Michele depose il patriarca Josafat II, sostituendolo con il suo alleato Metrofane III, che aveva aiutato in precedenza nell'acquisto degli episcopati di Larissa e Chios. In cambio Metrofane si impegnò a pagare al Cantacuzino la somma di 2.000 fiorini annualmente per un periodo di otto anni. Inizialmente propenso ad aiutare il Cantacuzino in varie attività politiche da questi intraprese, Metrofane in seguito entrò in dissidio con il magnate, venendo deposto nel 1572. Michele inoltre determinò la rimozione del principe di Valacchia Pietro, ottenendo il controllo delle entrate delle provincie di Valacchia e Moldavia.
Michele risiedeva ad Anchialos, una cittadina abitata quasi esclusivamente da greci. In essa aveva fatto costruire un imponente palazzo, costato 20.000 ducati. La posizione di preminenza di Michele divenne tuttavia oggetto di invidia e astio da parte dei greci e dei turchi. Con il declino del potere del visir Mehmed Sokollu , i suoi nemici lo fecero arrestare nel luglio del 1576, ottenendo la confisca dei suoi beni. Il Cantacuzino fu in grado di discolparsi e riottenere per il momento il suo patrimonio grazie all'intervento del visir. Tuttavia, nuovamente accusato, questa volta di cospirare contro il sultano, venne impiccato il 3 marzo 1578.
Alla sua morte i suoi beni vennero messi all'asta; la sua libreria, di particolare interesse storico in quanto contenente antichi manoscritti di pregio venne acquisita quasi completamente dai monasteri del monte Athos.